# Lịch sử đế quốc Áo-Hung trong thế chiến thứ nhất

Quốc kỳ Đế quốc Áo-Hung trong Chiến tranh thế giới thứ nhất

Trong Chiến tranh thế giới thứ nhất, Đế quốc Áo-Hung là nước thuộc khối quân sự Liên minh Trung tâm gồm Đế quốc Đức, Đế quốc Ottoman và Bungary. Đế quốc Áo-Hung chính thức tham chiến từ ngày 28 tháng 7 năm 1914 bằng việc tấn công Serbia và đến ngày 3 tháng 11 năm 1918 thì đầu hàng các nước phe Hiệp ước. Các chiến trường chính mà quân đội Áo-Hung tham gia trong Chiến tranh thế giới thứ nhất là Chiến trường Đông Âu, Chiến trường Balkan, Chiến trường Ý và Chiến trường Romania.

## Tham vọng và nguyên nhân đưa Đế quốc Áo-Hung tham chiến
Đế quốc Áo-Hung có tham vọng lớn là làm chủ khu vực Balkan mặc dù nền kinh tế hết sức lạc hậu, mâu thuẫn dân tộc vô cùng phức tạp. Chính sách bành trướng Balkan của Đế quốc Áo-Hung vấp phải sự cạnh tranh mạnh mẽ của Đế quốc Nga do đó Áo-Hung thực hiện liên minh quân sự với Đế quốc Đức để chống lại Nga. Năm 1909, Đế quốc Áo-Hung thôn tính Bosnia và Herzegovina, làm cho sự đối địch giữa Áo-Hung và Serbia ngày càng gay gắt. Ngoài ra, Đế quốc Áo-Hung còn muốn thôn tính Serbia để đoạt lấy con đường ra các biển Adriatic, biển Agean, biến Đế quốc Áo-Hung từ đế quốc nhị nguyên trở thành đế quốc tam nguyên (tức từ một đế quốc kết hợp giữa Áo và Hungary trở thành một đế quốc kết hợp giữa Áo, Hungary và Serbia).
Nguyên nhân trực tiếp dẫn đến việc Đế quốc Áo-Hung tuyên chiến với Serbia cũng như của Chiến tranh thế giới thứ nhất là vụ ám sát thái tử Áo-Hung Franz Ferdinand tại Sarajevo, Bosna. Ngày 28 tháng 6 năm 1914, khi thái tử Franz Ferdinan tham gia buổi diễn tập của quân đội Áo-Hung tại Sarajevo thì bị một số thành viên của Tổ chức Bàn tay đen thực hiện kế hoạch ám sát. Sự kiện này đã châm ngòi cho cuộc chiến tranh thế giới lần thứ nhất.
Sau khi vụ ám sát xảy ra, ý đồ gây chiến của Áo-Hung đối với Serbia đã được đế quốc Đức ủng hộ và hoàng đế Wilhelm II của Đức đã tuyên bố đây là cơ hội nghìn năm có một để thôn tính Serbia. Ngày 29 tháng 6, tổng tham mưu trưởng lục quân Áo-Hung tuyên bố sẽ tổng động viên quân sự để tấn công Serbia. Trong khi đó, Đế quốc Nga ủng hộ Serbia và hứa sẽ ngăn chặn không cho Đế quốc Áo-Hung thôn tính Serbia để bảo vệ quyền lợi của Nga ở vùng Balkan.
Áo và Đức sau khi đàm phán bí mật đã xác định vấn đề chiến tranh. Ngày 23 tháng 7, Đế quốc Áo-Hung gửi tối hậu thư cho Serbia với những điều kiện không chấp nhận được, vi phạm chủ quyền Serbia và đòi nước này trả lời sau 48 giờ. Tối 25 tháng 7, Serbia gửi tối hậu thư đến đại sứ Áo-Hung quyết tâm hòa giải cuộc xung đột nhưng Áo-Hung vẫn không chấp thuận và tuyên bố cắt đứt quan hệ ngoại giao với Serbia. Ngày 28 tháng 7, Đế quốc Áo-Hung tuyên chiến với Serbia và ngay khuya hôm đó, quân Áo-Hung pháo kích vào Beograd. Đế quốc Áo-Hung chính thức tham gia vào Chiến tranh thế giới thứ nhất.

## Diễn biến các chiến trường Đế quốc Áo-Hung tham gia trong Chiến tranh thế giới thứ nhất
Trong Chiến tranh thế giới thứ nhất, Đế quốc Áo-Hung đã chiến đấu trên các mặt trận:
- Chiến trường Balkan: bắt đầu từ ngày 28 tháng 7 năm 1914, đánh nhau với Serbia
- Chiến trường Đông Âu: bắt đầu từ tháng 8 năm 1914, đánh nhau với Đế quốc Nga
- Chiến trường Ý: bắt đầu từ 23 tháng 5 năm 1915, đánh nhau với Ý
- Chiến trường Romania: bắt đầu từ 27 tháng 8 năm 1916, đánh nhau với România

Hoàng đế Franz Joseph I của Áo là người chỉ huy tối cao của Đế quốc Áo-Hung từ 1914 đến 1916; từ 1916 đến 1918 là hoàng đế Karl I của Áo. Tướng Franz Graf Conrad von Hötzendorf là tổng tham mưu trưởng của quân đội Áo-Hung trong suốt Chiến tranh thế giới thứ nhất.

### 1914

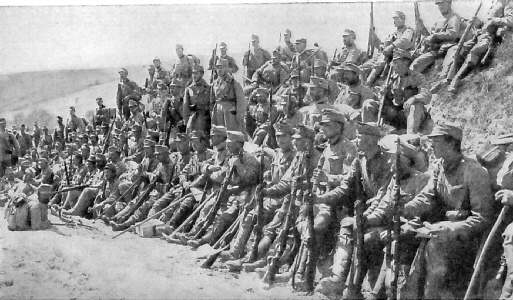
Những người lính Áo trên chiến trường

Trong phương án chiến lược xây dựng vào năm 1909, khi chiến tranh bùng nổ, trọng điểm của chiến lược là đối phó với Đế quốc Nga. Để thực hiện theo chiến lược này, quân đội Áo-Hung được chia thành 3 phương diện quân:
- Phương diện quân thứ nhất bố trí tại Galicia để phòng thủ trước quân Nga.
- Phương diện quân thứ hai đóng tại biên giới Serbia và Montenegro.
- Phương diện quân thứ ba phối hợp tấn công vào Serbia, đồng thời chi viện cho phương diện quân thứ nhất khi cần.

Chiến trường BalkanKế hoạch tấn công Serbia vào năm 1914 là thảm họa của quân đội Áo-Hung với mức thương vong lớn. Ngày 28 tháng 7, Đế quốc Áo-Hung pháo kích vào Beograd, mở đầu cho việc tấn công Serbia. Ngày 13 tháng 8, quân Áo-Hung vượt sông Drina, bắt đầu xâm nhập vào lãnh thổ Serbia. Quân đội Serbia dù chỉ có 400.000 người và cơ sở vật chất yếu kém cho cuộc chiến tranh nhưng đã chiến đấu rất anh dũng. Sau 4 ngày chiến đấu, quân Áo-Hung bị đẩy lùi trở lại bờ bên kia sông Drina. Sau đó, quân Áo-Hung lại tiếp tục phát động 2 cuộc tấn công khác nữa, ngày 17 tháng 11 họ chiếm được Beograd nhưng chưa đầy 1 tháng sau bị quân Serbia chiếm lại. Từ đó suốt gần 1 năm, tức đến tháng 10 năm 1915, chiến trường Balkan trở nên yên tĩnh trở lại. Kết thúc năm 1914, tại chiến trường Balkan, tổn thất của quân đội Áo-Hung là 280.000 trong đó có 227.000 người chết (tổng quân số của quân Áo-Hung tại đây là 450.000 người) trong khi không giành được thắng lợi nào đáng kể.
Chiến trường phía ĐôngNăm 1914 tại chiến trường phía Đông cũng vô cùng tồi tệ đối với quân đội Áo-Hung. Ngày 6 tháng 8 năm 1914, Đế quốc Áo-Hung tuyên chiến với Đế quốc Nga. Quân Nga ngay lập tức mở các đợt tấn công vào Galicia với 4 tập đoàn quân tấn công trên một chiến tuyến dài hơn 300 cây số và giành được thắng lợi. Quân đội Áo-Hung thất bại nặng nề trong trận Lemberg từ ngày 26 tháng 8 cho đến 11 tháng 11 với 300.000 thương vong và 130.000 người bị bắt làm tù binh. Một số người Tiệp Khắc và người Slavơ không chịu chiến đấu cho quân đội Áo-Hung nên đã ra đầu hàng hàng loạt. Kết thúc năm 1914 tại chiến trường Đông Âu, quân Nga chiếm lĩnh toàn bộ vùng phía đông của Galicia chạy dài tới chân núi Carpathian. Người Nga suýt nữa đã tiến được đến bình nguyên Hungary vào cuối tháng 9 nhưng họ đã dừng tiến quân vì hậu cần gặp khó khăn và tổn thất nặng. Sự thảm bại mà Áo-Hung phải gánh chịu trong mùa thu năm 1914 đã loại quân đội nước này ra khỏi vai trò chủ yếu tại Mặt trận phía Đông.

### 1915

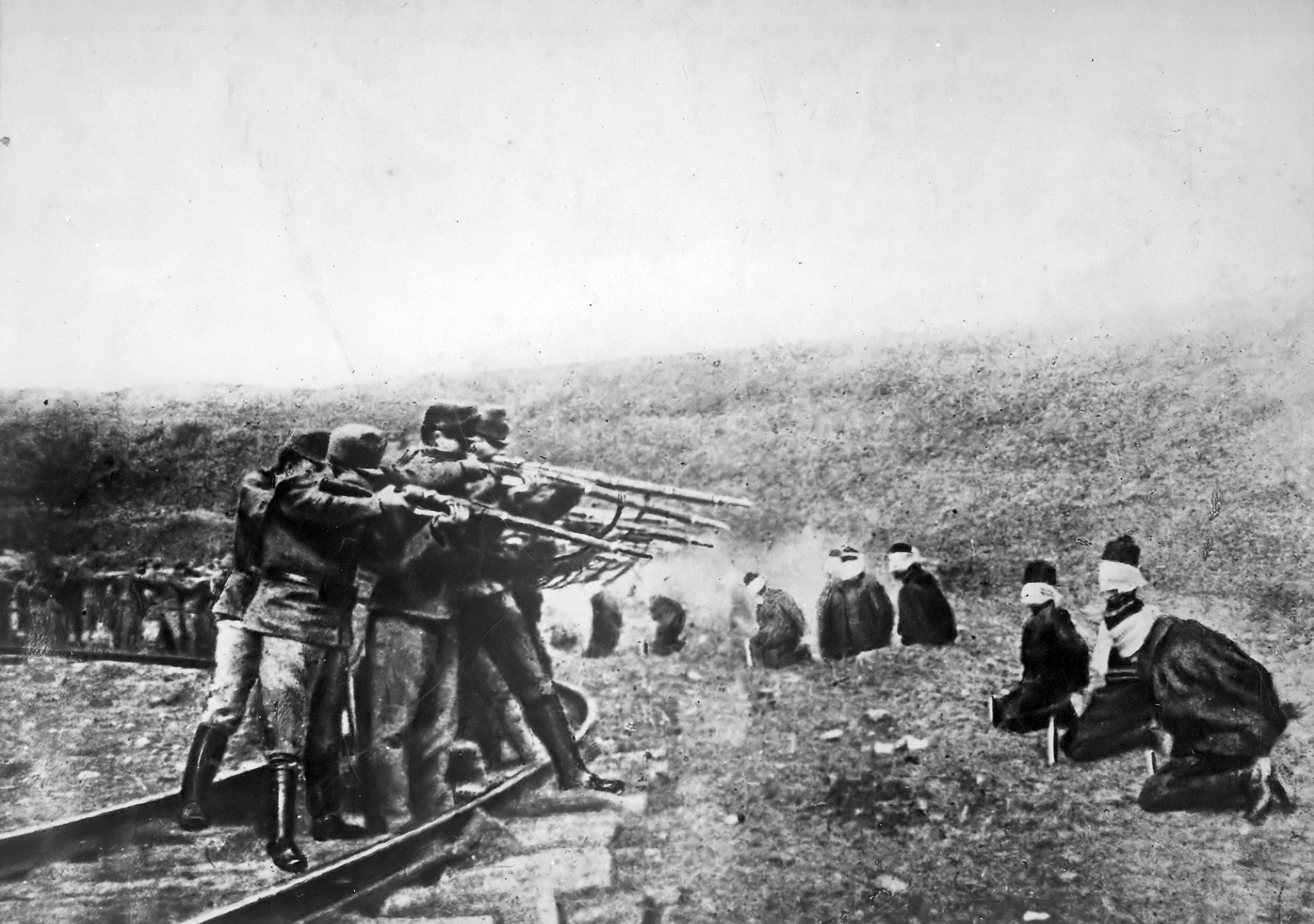
Lính Áo xử bắn người Serbia

Chiến trường Đông ÂuTháng 3 năm 1915, quân đội Áo-Hung lại lần nữa bị quân Nga đánh bại, mất thành phố Przemysl vào tay Nga. Tuy nhiên sau khi Bộ Tổng Tham mưu quân Đức quyết định rút một số đơn vị ở mặt trận phía Tây về mặt trận phía Đông thì tình thế chiến trường phía Đông ngay lập tức thay đổi. Ngày 2 tháng 5 năm 1915, liên quân Đức và Áo-Hung bất ngờ chọc thủng phòng tuyến của Nga tại Galicia rộng chừng 30 cây số. Cuộc tổng tiến công của liên quân Đức và Áo-Hung bắt đầu từ ngày 13 tháng 7 trên một chiến tuyến dài 200 km. Trong vòng 6 tuần, Ba Lan và Litva bị Đức và Áo-Hung chiếm; riêng Ba Lan bị chia làm hai và Áo-Hung chiếm vùng Kielce. Quân đội Áo-Hung còn nhận được sự trợ giúp về lực lượng của các đơn vị Ba Lan đòi thành lập một nước Ba Lan độc lập. Như vậy kết thúc năm 1915 tại chiến trường Đông Âu quân Nga đã phải rút lui khỏi Galicia, Ba Lan, Bucovina, Litva. Đến cuối năm 1915, cả hai bên trở lại thế cầm cự và chiến tuyến của liên Đức và Áo-Hung trải dài 1.200 km từ vịnh Riga đến Bucovina.
Chiến trường ÝNgày 23 tháng 5 năm 1915, Ý tuyên chiến với Đế quốc Áo-Hung, chính thức tham gia vào Chiến tranh thế giới thứ nhất và chiến trường Ý được hình thành. Ngay lập tức Ý đã cử 39 sư đoàn bộ binh tấn công Áo-Hung. Từ ngày 29 tháng 6 đến ngày 10 tháng 12, quân Ý mở 4 cuộc tấn công lớn tại bờ sông Isonzo, tổn thất gần 300.000 người nhưng thắng lợi thu được chẳng là bao. Đến cuối năm 1915, chiến trường Ý cũng chuyển sang chiến tranh chiến hào.
Chiến trường BalkanNgày 11 tháng 10 năm 1915, Bulgaria tham gia vào Chiến tranh thế giới thứ nhất theo phe Liên minh Trung tâm. Sau đó, liên quân Đức, Áo-Hung và Bulgaria mở cuộc tấn công và Serbia bị đánh bại vào tháng 11 năm 1915. Serbia bị đánh bại làm cho quan hệ giữa các nước trong phe Liên minh Trung tâm càng được tăng cường, sự giao thông từ Đức đến Thổ Nhĩ Kỳ hoàn toàn thông suốt.

### 1916
Chiến trường ÝĐầu năm 1916, Tổng Tham mưu trưởng của quân đội Áo-Hung là Conrad von Hötzendorf đã đề nghị các cường quốc của Liên minh Trung tâm loại Ý ra khỏi cuộc chiến nhưng đã bị Tổng Tham mưu trưởng của Đức là Erich von Falkenhayn bác bỏ. Tuy vậy, không thông báo cho Đức, Áo đã cho rút những lực lượng tinh nhuệ nhất của họ ra khỏi mặt trận phía Đông để đánh Ý. Ngày 15 tháng 5 năm 1916, quân đội Áo-Hung từ Trentino ở mặt trận Ý chuyển sang tấn công bằng một trận pháo kích mạnh mẽ vào các phòng tuyến của quân đội Ý, phá huỷ tất cả hệ thống phòng thủ của Ý và khiến cho Ý phải rút lui trên một chiến tuyến dài 60 cây số. Tuy nhiên sau thất bại nặng nề ở Galicia bởi cuộc Tổng tấn công của quân Nga vào tháng 6 năm 1916, Bộ Tổng Chỉ huy Áo-Hung quyết định không cho tiến quân sang Ý nữa. Mặt trận Ý đi vào ổn định cho đến tháng 10 năm 1917.
Chiến trường phía ĐôngCùng lúc đó, ở mặt trận phía Đông, Nga đã tung ra một cuộc tấn công lớn nhằm giảm áp lực cho người Pháp đang bị quân Đức công kích tại thành cổ Verdun. Ngày 4 tháng 6 năm 1916, cuộc tổng tấn công của tướng Brusilov bắt đầu và do suy yếu trước quyết định rút bớt quân để đánh Ý của Conrad, các phòng tuyến của quân đội Áo-Hung tại Galicia lần lượt bị đập tan và phải đến ngày 20 tháng 9 cuộc tổng tấn công mới chấm dứt. Số thương vong của quân đội Áo-Hung sau đợt tấn công này là 1,5 triệu quân, khiến cho họ không còn khả năng gượng dậy sau đó. Trận thua này là thảm hoạ của quân đội Áo-Hung vì không những họ để mất phần lớn vùng Galicia, Bucovina mà còn khiến cho họ ngày càng phải phụ thuộc nhiều hơn vào quân đội Đức, mất đi vai trò của mình trong cuộc chiến và một lượng lớn binh lính trở nên bất mãn với cuộc chiến và chính quyền. Ngoài ra, thất bại này của Áo-Hung cũng giúp Ý thoát khỏi nguy cơ bại trận và Romania quyết định tham chiến theo phe Entente.
Chiến trường RomaniaNgày 27 tháng 8 năm 1916, România tuyên chiến với Đế quốc Áo-Hung và mặt trận Romania được hình thành. Tuy nhiên quân đội Romania trang bị và vũ khí lạc hậu, chưa chuẩn bị đầy đủ cho cuộc chiến nên liên tục thất bại trong các cuộc chiến đấu với quân đội Áo-Hung, Đức và Bulgaria. Quân đội Áo-Hung đã vượt núi Carpathian tiến vào phía bắc Romania và đến ngày 6 tháng 12 năm 1916, thủ đô Bucarest của Romania đã bị phe Liên minh Trung tâm chiếm.

### 1917
Kết thúc năm 1916, Đế quốc Áo-Hung thiệt hại nặng nề ở vùng Galicia trước các đợt tấn công của quân Nga và gặp nhiều khó khăn ở chiến trường Ý. Trong hoàn cảnh đó, hoàng đế Franz Joseph I qua đời; hoàng đế Karl I lên thay. Trên chiến trường, thế chủ động chuyển dần từ phe Liên minh Trung tâm sang phe Hiệp ước. Liên quân Đức và Áo-Hung chuyển sang cầm cự ở hai mặt trận Đông và Tây. Ngày 23 tháng 3 năm 1917, hoàng đế Karl I thông qua công tước Sixte de Bourbon-Parme gửi đề nghị hòa bình đến Tổng thống Pháp Raymond Poincaré. Poincaré quyết định chấp nhập đàm phán với điều kiện là Đế quốc Áo-Hung phải cắt đất cho Romania và Ý. Hoàng đế Karl I từ chối và Áo-Hung tiếp tục theo đuổi cuộc chiến. Ngày 7 tháng 12 năm 1917, Mỹ tuyên chiến với Áo-Hung và ngày 8 tháng 1 năm 1918, trong Kế hoạch 14 điểm của Mỹ có kế hoạch các dân tộc dưới ách thống trị của Đế quốc Áo-Hung có quyền tự quyết nếu họ có ý muốn thành lập các quốc gia độc lập càng làm mâu thuẫn trong nước ngày càng tăng. Từ cuối năm 1917, Áo-Hung gần như đã hoàn toàn phụ thuộc vào Đức.
Chiến trường RomaniaTháng 1 năm 1917, quân đội Áo-Hung đã hoàn thành việc chiếm đóng phần lớn lãnh thổ Romania, loại Romania khỏi vòng chiến. Thắng lợi của phe Liên minh Trung tâm tại chiến trường Romania cho phép họ có thể sử dụng các tài nguyên, hải cảng của Romania để tiếp tục theo đuổi các kế hoạch quân sự. Tuy quân đội Romania đã hoàn toàn thất bại nhưng vẫn còn một số tàn quân đã phối hợp cùng quân Nga trong cuộc tổng tấn công của Kerensky. Mặc dù đã chọc thủng thành công các phòng tuyến của quân đội Áo-Hung trong trận Mărăşti nhưng sau đó các đợt tấn công này vẫn dừng lại vì thất bại của cuộc tổng tấn công của Kerensky. Ngày 7 tháng 5 năm 1918, hiệp định hòa bình giữa Romania và các nước phe Liên minh Trung tâm đã được ký kết tại Bucarest theo đó vùng Dobragea được giao cho các nước Liên minh Trung tâm và các nước này được sử dụng các tài nguyên, hải cảng của Romania trong vòng 50 năm.
Chiến trường phía ĐôngNgày 1 tháng 7 năm 1917, chính phủ lâm thời Nga thực hiện cam kết đối với các nước phe Hiệp ước hứa theo đuổi chiến tranh đến cùng bằng cuộc tổng tấn công của Kerensky vào liên quân Đức và Áo-Hung tại Galicia và cũng do tướng Aleksei Brusilov chỉ huy. Nhưng cuộc tổng tấn công lần này của quân Nga đã hoàn toàn thất bại và đây cũng là trận đánh cuối cùng của chiến trường phía Đông trong Chiến tranh thế giới thứ nhất. Ngay sau khi Cách mạng tháng Mười Nga thành công vào ngày 7 tháng 11 năm 1917, ngày 15 tháng 12 bắt đầu cuộc đình chiến giữa Nga và các nước Liên minh Trung tâm. Ngày 3 tháng 3 năm 1918, Hòa ước Brest-Litovsk được ký giữa nước Nga Xô viết với các nước Liên minh Trung tâm. Nước Nga Xô Viết rút khỏi chiến tranh và mặt trận phía Đông chấm dứt.
Chiến trường ÝCuối năm 1917 khi cách mạng nổ ra ở Nga và Nga rút khỏi chiến tranh, mặt trận Đông Âu biến mất do đó quân Đức đã cử các lực lượng xung kích phối hợp cùng quân Áo mở một cuộc tấn công lớn vào quân Ý trong trận Caporetto từ 24 tháng 10 đến 19 tháng 11. Trận này liên quân Đức và Áo-Hung đã thắng lợi vang dội, 11.000 quân Ý bị giết, 20.000 người bị thương và 270.000 người bị bắt làm tù binh. Quân Anh-Pháp sau trận thua này của Ý đã phải ngay lập tức dẫn quân đến cứu viện và quân hai bên lại chạm trán nhau trong trận sông Piave. Thắng lợi vang dội của trận Caporetto đã khiến cho Ý gần như bị loại khỏi vòng chiến và đây là thắng lợi lớn nhất của quân đội Áo-Hung trong Chiến tranh thế giới thứ nhất. Sau trận này mặt trận Ý trở lại ổn định cho đến tháng 10 năm 1918.

## Phong trào đấu tranh của nhân dân chống Đế quốc Áo-Hung trong Chiến tranh thế giới thứ nhất
Dưới ảnh hưởng của Cách mạng tháng Mười Nga, Đế quốc Áo-Hung cũng bùng lên làn sóng cách mạng của nhân dân. Kinh tế Áo-Hung lạc hậu kém phát triển nên sụp đổ trong chiến tranh, ngoài mặt trận thì quân đội liên tiếp thất bại, các dân tộc nổi lên đòi độc lập khiến Đế quốc Áo-Hung nằm trên bờ vực sụp đổ.
Ngày 11 tháng 11 năm 1917, tại Viên diễn ra nhiều cuộc biểu tình của dân lao động để chào mừng thắng lợi của công nhân Sankt-Peterburg trong Cách mạng tháng Mười Nga. Những người tham gia biểu tình đòi chính phủ Đế quốc Áo-Hung khẩn trương đàm phán với các nước tham chiến để rút khỏi chiến tranh. Các cuộc biểu tình cũng diễn ra ở nhiều thành phố khác điển hình là cuộc đình công của công nhân nhà máy thuộc khu công nghiệp Viner-Neystat vào ngày 14 tháng 11 năm 1917. Cuộc đình công đã lôi kéo công nhân nhiều xí nghiệp ở Viên tham gia. Ngày 16 tháng 11, tất cả các khu công nghiệp của Áo-Hung đều xảy ra biểu tình. Những người bãi công đòi chính quyền phải nhanh chóng ký hiệp định hòa bình và bỏ những đòi hỏi với nước Nga Xô viết.
Làn sóng cách mạng nổ ra ở trong nước cũng ảnh hưởng trực tiếp tới binh lính ngoài mặt trận. Ngày 1 tháng 2 năm 1918 tại vùng biển Adriatic, thủy thủ của chiến hạm Đế quốc Áo-Hung tổ chức một cuộc biểu tình lớn với sự tham gia của 6000 thủy thủ thuộc 40 tàu chiến. Những người khởi nghĩa yêu cầu khẩn trương đàm phán hòa bình, đòi quyền tự quyết cho các dân tộc sống trên lãnh thổ Đế quốc Áo-Hung và đòi thành lập các chính phủ dân chủ Áo và Hungary.
Sau đó, nhiều phong trào đòi tách khỏi Đế quốc Áo-Hung của các dân tộc đã lần lượt thành công. Ngày 14 tháng 10, công nhân Tiệp Khắc tiến hành tổng bãi công, kháng nghị đối với việc chính phủ đế quốc quyết định chở số than đá và lương thực tồn trữ sang Áo. Ngày 28 tháng 10, Tiệp Khắc được tuyên bố trở thành quốc gia tự trị. Ngày 29 tháng 10, đến lượt người Nam Slav sinh sống trong lãnh thổ đế quốc Áo-Hung tuyên bố tách khỏi đế quốc. Đỉnh điểm là sự kiện nước Cộng hòa Áo được thành lập (ngày 12 tháng 11) và khi Hungary thành lập vào ngày 16 tháng 11 năm 1918 thì Đế quốc Áo-Hung chính thức tan rã.

## Đế quốc Áo-Hung đầu hàng và hậu quả sau chiến tranh
Bước sang năm 1918, năm cuối cùng của cuộc chiến thì các nước phe Liên minh Trung tâm đã lâm vào cảnh kiệt sức, cạn kiệt cả về nhân lực lẫn tài nguyên. Trong hoàn cảnh đó khi mà mặt trận phía Đông biến mất, để đánh bại Anh và Pháp trước khi Mỹ đưa quân sang chiến trường Châu Âu thì Đức đã mở cuộc tổng tấn công Mùa xuân 1918 từ tháng 3 đến tháng 7 nhưng hậu quả là quân Đức thiệt hại gần 700.000 người và khả năng tấn công của người Đức cũng chấm dứt. Sau đó từ tháng 7 đến giữa tháng 9, các nước Hiệp ước tổ chức phản công quân Đức (xem Tổng tấn công Một Trăm ngày) và quân Đức không còn sức để chống đỡ.
Đi đôi với việc quân Đức sụp đổ ở chiến trường phía Tây, các nước Hiệp ước đồng loạt tổng phản công trên khắp các mặt trận. Ngày 29 tháng 9, Bulgaria đầu hàng còn Đế quốc Ottoman đầu hàng vào ngày 30 tháng 10. Trong hoàn cảnh đó, ngày 14 tháng 9, chính phủ Áo-Hung đã gửi công hàm tới các nước tham chiến đề nghị tổ chức một hội nghị quốc tế tại một quốc gia trung lập để bàn về vấn đề chấm dứt chiến tranh nhưng không được các nước Hiệp ước chấp nhận. Tại mặt trận Ý, ngày 23 tháng 10, quân đội Ý nhận được sự trợ giúp từ liên quân Anh-Pháp-Mỹ mở đợt tổng tấn công vào quân đội Áo-Hung trong trận Vittorio Veneto. Trong trận này quân đội Áo-Hung đã thảm bại với 35.000 người chết, 100.000 người bị thương và 300.000 người bị bắt. Đây cũng là trận đánh cuối cùng của quân đội Áo-Hung trong Chiến tranh thế giới thứ nhất cũng như của chiến trường Ý. Sau trận này, ngày 3 tháng 11 năm 1918, Đế quốc Áo-Hung đầu hàng phe Hiệp ước và sau đó một ngày tại Villa Giusti đã diễn ra lễ ký kết hiệp định đình chiến giữa Áo-Hung và Ý. Sau thất bại trong Chiến tranh thế giới thứ nhất, ngày 12 tháng 11 xảy ra cuộc cách mạng tại Áo; ngày trước đó hoàng đế Karl I đã bỏ chạy khỏi thủ đô Viên. Ngày 16 tháng 11 năm 1918, Hungary được thành lập và Đế quốc Áo-Hung chính thức tan rã.
Sau Chiến tranh thế giới thứ nhất, Đế quốc Áo-Hung là nước bại trận hoàn toàn. Tổng cộng trong thời gian tham chiến từ ngày 28 tháng 7 năm 1914 đến 3 tháng 11 năm 1918, số người thuộc Đế quốc Áo-Hung bị động viên trong suốt thời gian chiến tranh là 9 triệu người và số người chết là 1.400.000 người, tổng chi phí cho cuộc chiến tranh lên đến 5438 triệu đô la Mỹ.
Hậu quả cuối cùng là Đế quốc Áo-Hung tan rã thành nhiều quốc gia như Áo, Hungary, Tiệp Khắc và một phần Nam Tư, România, Ba Lan. Ngày 10 tháng 9 năm 1919 đã diễn ra lễ ký kết Hòa ước Saint Germain giữa Áo và các nước thắng trận phe Hiệp ước trong đó Áo mất đi gần ¾ lãnh thổ về tay Nam Tư, Ý, Romania, Tiệp Khắc và Ba Lan, phải bồi thường chiến phí và một điều khoản quan trọng là không được sáp nhập vào Đức. Ngày 4 tháng 6 năm 1920, diễn ra lễ ký kết Hòa ước Trianon giữa Hungary và các nước thắng trận phe Hiệp ước trong đó Hungary cũng mất đi gần ¾ lãnh thổ về tay Tiệp Khắc, Nam Tư, Romania và phải bồi thường 2.200.000 franc vàng.